# Anguta
In de Inuit-mythologie is Anguta een van de  psychopompoi die de doden van het levendenrijk naar het dodenrijk, Adlivun vaart. De andere psychopompos is Pinga.
Anguta is de vader van de zeegodin Sedna. In sommige mythen van de Groenlandse Inuit wordt Anguta (ook genoemd "Zijn Vader" of Anigut) beschouwd als de schepper-god en is het opperste wezen te midden van de Inuit. In andere mythen is hij slechts een gewoon mens. Zijn naam, die betekent "man die ergens in snijdt", duidt op het verminken van zijn dochter wat uiteindelijk leidde tot haar godin-status, deze handeling voert hij uit in de mythe van beide soorten.  Anguta is een psychopompos, die de zielen van de overledenen bijeen verzamelt en hen van het land van de levenden naar de onderwereld of Adlivun overvaart, waar zijn dochter regeert. De zielen moeten daar een jaar slapen voordat ze naar Qudlivun (degenen boven ons) op de maan vertrekken, waar ze genieten van het eeuwige geluk.
Volgens een andere beschrijving zou Anguta de god zijn geweest van het eiland Pugtulik. Zijn dochter Sedna zou bij het begin van de tijd twee armen van haar moeder Isarrataitsoq hebben opgegeten, en een arm van haar vader. Daarom nam Anguta haar mee in een kano de zee op en liet haar daar achter. Sedna veranderde echter in een zeegodin en zond uit kwaadheid een grote golf achter haar vader aan. Hij werd meegesleurd naar het nieuwe onderwaterrijk van Sedna en kreeg daar als taak om de overledenen te pijnigen voor de slechte dingen die ze hadden gedaan.
Nadat de overledene in voldoende mate was gestraft, mocht deze weer contact hebben met de zielen van anderen in het Adlivun.